# Reynosa (kommun)
Reynosa är en kommun i Mexiko.   Den ligger i delstaten Tamaulipas, i den nordöstra delen av landet, 700 km norr om huvudstaden Mexico City. Antalet invånare är 589 466. Arean är 3 156 kvadratkilometer.
Terrängen i Reynosa är platt.
Följande samhällen finns i Reynosa:
- Reynosa
- Hidalgo
- Vamos Tamaulipas
- Doroteo Arango
- La Bocatoma
- Nuevo Santana
- El Barranco
- Las Anacuas
- Pancho Villa
- General Pedro María Anaya
- Petroquímica Reynosa
- Los Naranjos
- El Faro